# 미국의 스포츠
미국의 스포츠는 미합중국 문화에 중요한 부분이다. 또한 미식 축구는 미합중국에서 가장 대중적인 관람 스포츠이며, 그 다음으로 농구, 야구, 축구가 그 뒤를 잇는다. 하키, 테니스, 골프, 레슬링, 자동차 경주, 아레나 풋볼, 필드 라크로스, 박스 라크로스, 배구 또한 미합중국에서 인기있는 스포츠이다. 또한 올림픽 경기, 월드 챔피언십, 기타 주요 대회에 기반하여 미합중국은 세계에서 가장 성공적인 스포츠 국가이다.

## 역사
미국의 스포츠 대부분은 유럽에서 비롯되어 발전한 것이다. 그러나 농구, 배구, 스케이트보드, 스노보드는 미국의 발명품이며 그 중 일부는 다른 국가와 전 세계적으로 대중적이다. 라크로스와 파도타기는 서부와 접촉하기 이전 미국 원주민에서 기원하였다.